# Coupe du Maroc de football 1972-1973
 (avril 2024).
Si vous disposez d'ouvrages ou d'articles de référence ou si vous connaissez des sites web de qualité traitant du thème abordé ici, merci de compléter l'article en donnant les références utiles à sa vérifiabilité et en les liant à la section « Notes et références ».
Navigation
Édition précédente Édition suivante
La saison 1972-1973 de la Coupe du Trône est la 67e édition de la compétition. 
Le Fath Union Sport de Rabat remporte la coupe au détriment de l'Ittihad Khemisset sur le score de 3-2 au cours d'une finale jouée pour la première fois au Stade Al Inbiâate à Agadir. Le Fath Union Sport de Rabat remporte ainsi cette compétition pour la seconde fois de son histoire.

## Déroulement

### Huitièmes de finale
| Équipe 1                  | Équipe 2                           | Résultat            |
| Fath Union Sport de Rabat | OCE de Casablanca                  | 0 - 2               |
| Union Sportive d'Inezgane | Club Athletic Youssoufia Berrechid | 1 - 0               |
| Chabab Atlas Khénifra     | Youssoufia Club de Rabat           | 0 - 1               |
| Chabab Mohammédia         | Renaissance de Berkane             | 5 - 0               |
| Renaissance de Settat     | Difaâ d'El Jadida                  | 1 - 1 1 - 3 (t.a.b) |
| Ittihad Khemisset         | Raja Club Athletic                 | 2 - 1               |
| Kawkab de Marrakech       | Union de Sidi Kacem                | 1 - 1 2 - 4 (t.a.b) |
| Mouloudia Club d'Oujda    | CODM Meknès                        | 2 - 0               |

### Quarts de finale
| Équipe 1                  | Équipe 2                 | Résultat |
| Union Sportive d'Inezgane | Youssoufia Club de Rabat | 2 - 1    |
| Fath Union Sport de Rabat | Difaâ d'El Jadida        | 1 - 0    |
| Mouloudia Club d'Oujda    | Union de Sidi Kacem      | 1 - 3    |
| Ittihad Khemisset         | Chabab Mohammédia        | 2 - 1    |

### Demi-finales
| Équipe 1          | Équipe 2                  | Résultat |
| FUS de Rabat      | Union de Sidi Kacem       | 3 - 2    |
| Ittihad Khemisset | Union Sportive d'Inezgane | 3 - 0    |

### Finale
La finale oppose les vainqueurs des demi-finales, le Fath Union Sport de Rabat face à l'Ittihad Khemisset, le 22 juillet 1973 au Stade Al Inbiâate à Agadir.
| Coupe du Trône : Finale 1973 | Fath Union Sport de Rabat | 3 - 2 | Ittihad Khemisset | Stade Al Inbiâate, Agadir  |                            |
| 22 juillet 1973              |                           |       |                   | Arbitrage : Mohamed Benali | Arbitrage : Mohamed Benali |
| 22 juillet 1973              |                           |       |                   | Arbitrage : Mohamed Benali | Arbitrage : Mohamed Benali |